# الغابات (سوهاج)
قرية الغابات هي إحدى القرى التابعة لمركز البلينا بمحافظة سوهاج في جمهورية مصر العربية. حسب إحصاءات سنة 2006، بلغ إجمالي السكان في الغابات 10294 نسمة، منهم 4809 رجل و5485 امرأة.